# Laureatki Nagrody Nobla

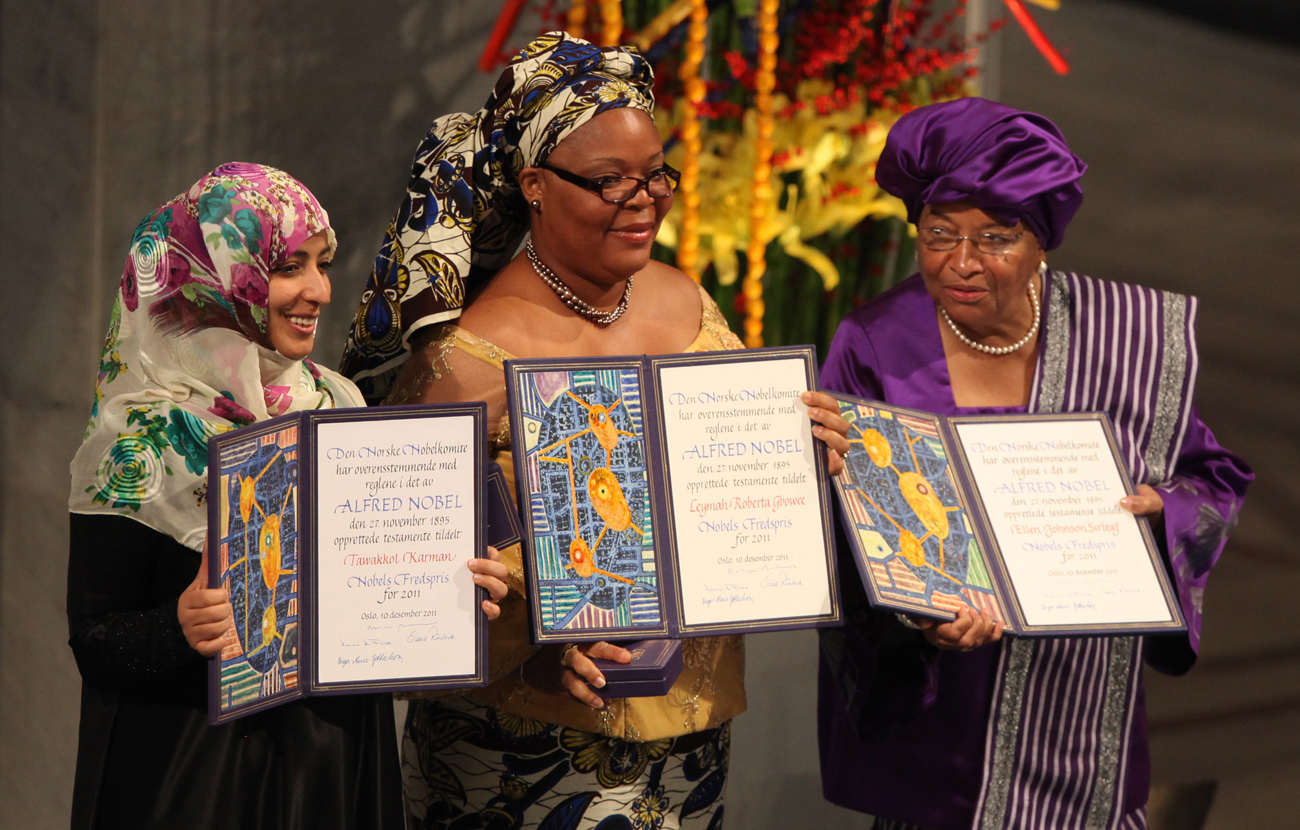
Leymah Gbowee, Ellen Johnson-Sirleaf oraz Tawakkul Karman – laureatki Pokojowej Nagrody Nobla za rok 2011 z dyplomami

Nagroda Nobla przyznawana jest rokrocznie w pięciu kategoriach: fizyki, chemii, fizjologii i medycyny, literatury oraz za działania na rzecz światowego pokoju. Nagroda ustanowiona została testamentem szwedzkiego przemysłowca i wynalazcy dynamitu, Alfreda Nobla. Od 1969 roku przyznawana jest przez Szwedzki Bank Narodowy Nagroda im. Alfreda Nobla w dziedzinie ekonomii. Ceremonia rozdania wyróżnień odbywa się 10 grudnia, w rocznicę śmierci fundatora, od 1934 roku uroczystość odbywa się w budynku Filharmonii Sztokholmskiej, zaś od 1902 roku nagroda wręczana jest przez króla Szwecji. Wyjątek stanowi Pokojowa Nagroda Nobla, która zgodnie z wolą fundatora przyznawana jest, jako jedyna, przez gremium spoza Szwecji – Norweski Komitet Noblowski i wręczana jest w Oslo przez norweską parę królewską. Każdy laureat otrzymuje pamiątkowy medal, dyplom oraz nagrodę pieniężną, której wysokość ustalana jest przez Fundację Nobla i w 2020 wyniosła 10 mln koron szwedzkich.

## Lista laureatek
Poniższa lista kobiet nagrodzonych Nagrodą Nobla obejmuje 64 nazwiska kobiet wyróżnionych Nagrodą Nobla w latach 1901–2023. W tym czasie nagrodzonych zostało 965 indywidualnych laureatów oraz 27 organizacji (wśród nagrodzonych laureatów udział kobiet wynosi 6,1%). Pokojową Nagrodą Nobla wyróżnionych zostało 17 kobiet, literacką – 17, w dziedzinie fizjologii lub medycyny – 12, chemii – 8, fizyki – 4. Nagrodą Banku Szwecji w dziedzinie ekonomii wyróżniona zostały dwie kobiety – Elinor Ostrom (2009) i Esther Duflo (2019). Jedyną kobietą nagrodzoną dwukrotnie była Maria Skłodowska-Curie.
| Lp. | Rok  | Dziedzina               | Laureatka        | Laureatka                                                                                              | Uzasadnienie |
| --- | ---- | ----------------------- | ---------------- | --- | --- |
| 1.  | 1903 | Fizyka                  |                  | Maria Skłodowska-Curie (wyróżniona razem z Pierre’em Curie oraz Henrim Becquerelem)                    | „W uznaniu ich zasług, jakie oddali poprzez wspólne badania nad zjawiskiem promieniotwórczości odkrytym przez profesora Henriego Becquerela”                   |
| 2.  | 1905 | Nagroda Pokojowa        |                  | Bertha von Suttner                                                                                     | Odznaczona jako honorowa przewodnicząca Międzynarodowego Stałego Biura Pokoju                                                                                  |
| 3.  | 1909 | Literatura              |                  | Selma Lagerlöf                                                                                         | „W hołdzie wielkiemu idealizmowi, błyskotliwej wyobraźni i duchowej przenikliwości, które wyróżniają jej utwory”                                               |
| 4.  | 1911 | Chemia                  |                  | Maria Skłodowska-Curie                                                                                 | „Za wydzielenie radu w stanie czystym i metalicznym” |
| 5.  | 1926 | Literatura              |                  | Grazia Deledda                                                                                         | Za „poetyckie dzieła, w których z jaskrawą plastycznością opisuje życie jej ojczystej wyspy, a także za głębię w podejściu do ludzkich problemów w całości”    |
| 6.  | 1928 | Literatura              |                  | Sigrid Undset                                                                                          | Za „niezapomniany opis skandynawskiego średniowiecza” |
| 7.  | 1931 | Nagroda Pokojowa        |                  | Jane Addams (wyróżniona wraz z Nicholasem Butlerem)                                                    | Przewodnicząca Women’s International League for Peace and Freedom                                                                                              |
| 8.  | 1935 | Chemia                  |                  | Irène Joliot-Curie (wyróżniona wraz z Frédérikiem Joliot-Curie)                                        | „Za odkrycie sztucznej promieniotwórczości – syntezy nowych nuklidów promieniotwórczych”                                                                       |
| 9.  | 1938 | Literatura              |                  | Pearl Sydenstricker Buck                                                                               | Za „wspaniały epicki opis życia chińskich chłopów i za biograficzne arcydzieła”                                                                                |
| 10. | 1945 | Literatura              |                  | Gabriela Mistral                                                                                       | Za „poezję prawdziwego uczucia, czyniącą jej imię symbolem idealistycznych dążeń dla całej Ameryki Łacińskiej”                                                 |
| 11. | 1946 | Nagroda Pokojowa        |                  | Emily Greene Balch (wyróżniona wraz z Johnem Mottem)                                                   | Honorowa przewodnicząca Women’s International League for Peace and Freedom                                                                                     |
| 12. | 1947 | Fizjologia lub medycyna |                  | Gerty Cori (wyróżniona wraz z Carlem Ferdinandem Corim oraz Bernardem Houssayem)                       | „Za odkrycie przebiegu katalitycznej przemiany glikogenu” |
| 13. | 1963 | Fizyka                  |                  | Maria Göppert-Mayer (wyróżniona wraz z Hansem Jensenem oraz Eugene’em Wignerem)                        | „Za odkrycia związane z powłokowym modelem jąder atomowych” |
| 14. | 1964 | Chemia                  |                  | Dorothy Crowfoot Hodgkin                                                                               | „Za ustalenie, przy pomocy promieniowania X budowy ważnych substancji biochemicznych”                                                                          |
| 15. | 1966 | Literatura              |                  | Nelly Sachs (wyróżniona wraz z Samuelem Agnonem)                                                       | Za „wybitne utwory liryczne i dramatyczne, analizujące los narodu żydowskiego”                                                                                 |
| 16. | 1976 | Nagroda Pokojowa        |                  | Elisabeth Williams                                                                                     | Założycielka Północnoirlandzkiego Ruchu Pokoju (później przemianowanego na Wspólnotę Ludzi Pokoju)                                                             |
| 17. | 1976 | Nagroda Pokojowa        |                  | Mairead Corrigan                                                                                       | Założycielka Północnoirlandzkiego Ruchu Pokoju (później przemianowanego na Wspólnotę Ludzi Pokoju)                                                             |
| 18. | 1977 | Fizjologia lub medycyna |                  | Rosalyn Yalow (wyróżniona wraz z Rogerem Guilleminem oraz Andrew Schallym)                             | „Za rozwinięcie radioimmunologicznej metody oznaczania hormonów peptydowych”                                                                                   |
| 19. | 1979 | Nagroda Pokojowa        |                  | Anjezë Gonxha Bojaxhiu                                                                                 | „Założycielka Zgromadzenia Misjonarek Miłości pracującego wśród najbiedniejszych z biednych”                                                                   |
| 20. | 1982 | Nagroda Pokojowa        |                  | Alva Myrdal (wyróżniona wraz z Alfonsem Roblesem)                                                      | Za działalność na rzecz rozbrojenia |
| 21. | 1983 | Fizjologia lub medycyna |                  | Barbara McClintock                                                                                     | „Za odkrycie ruchomych elementów genetycznych” |
| 22. | 1986 | Fizjologia lub medycyna |                  | Rita Levi-Montalcini (wyróżniona wraz ze Stanleyem Cohenem)                                            | „Za odkrycia czynników wzrostu” |
| 23. | 1988 | Fizjologia lub medycyna |                  | Gertrude Elion (wyróżniona wraz z Jamesem Blackiem oraz George’em Hitchingsem)                         | „Za odkrycie ważnych zasad leczenia farmakologicznego” |
| 24. | 1991 | Nagroda Pokojowa        |                  | Aung San Suu Kyi                                                                                       | „Za jej pokojową walkę o demokrację i prawa człowieka” |
| 25. | 1991 | Literatura              |                  | Nadine Gordimer                                                                                        | Otrzymała ją jako ta, która „przez swą wspaniałą epikę stała się wielkim dobrodziejstwem dla ludzkości”                                                        |
| 26. | 1992 | Nagroda Pokojowa        |                  | Rigoberta Menchú                                                                                       | „Za jej pracę na rzecz sprawiedliwości społecznej i pojednania etniczno-kulturowego opartego na poszanowaniu praw ludności tubylczej”                          |
| 27. | 1993 | Literatura              |                  | Toni Morrison                                                                                          | Za to, że „w powieściach charakteryzujących się siłą wizji literackiej i poetyckich wartości, przedstawia najważniejsze problemy amerykańskiej rzeczywistości” |
| 28. | 1995 | Fizjologia lub medycyna |                  | Christiane Nüsslein-Volhard (wyróżniona wraz z Edwardem Lewisem oraz Erikiem Wieschausem)              | „Za odkrycia dotyczące kontroli genetycznej wczesnego rozwoju zarodkowego”                                                                                     |
| 29. | 1996 | Literatura              |                  | Wisława Szymborska                                                                                     | Za „poezję, która z ironiczną precyzją pozwala historycznemu i biologicznemu kontekstowi ukazać się we fragmentach ludzkiej rzeczywistości”                    |
| 30. | 1997 | Nagroda Pokojowa        |                  | Jody Williams (wyróżniona wraz z Międzynarodową Kampanią na rzecz Zakazu Min Przeciwpiechotnych)       | „Za wysiłki na rzecz zakazu stosowania i wyeliminowania min przeciwpiechotnych”                                                                                |
| 31. | 2003 | Nagroda Pokojowa        |                  | Szirin Ebadi                                                                                           | „Za jej wysiłki na rzecz demokracji i praw człowieka, zwłaszcza skupione na walce o prawa kobiet i dzieci”                                                     |
| 32. | 2004 | Literatura              |                  | Elfriede Jelinek                                                                                       | Za „demaskowanie absurdalności stereotypów społecznych w powieściach i dramatach”                                                                              |
| 33. | 2004 | Fizjologia lub medycyna |                  | Linda Buck (wyróżniona wraz z Richardem Axelem)                                                        | „Za badania mechanizmów percepcji węchowej” |
| 34. | 2004 | Nagroda Pokojowa        |                  | Wangari Maathai                                                                                        | „Za jej wkład w zrównoważony rozwój, demokrację i pokój” |
| 35. | 2007 | Literatura              |                  | Doris Lessing                                                                                          | „Jej epicka proza jest wyrazem kobiecych doświadczeń. Przedstawia je z pewnym dystansem, sceptycyzmem, ale też z ogniem i wizjonerską siłą”                    |
| 36. | 2008 | Fizjologia lub medycyna |                  | Françoise Barré-Sinoussi (wyróżniona wraz z Haraldem zur Hausenem oraz Lukiem Montagnierem)            | „Za odkrycie wirusa zespołu nabytego braku odporności” |
| 37. | 2009 | Chemia                  |                  | Ada Jonath (wyróżniona wraz z Venkatramanem Ramakrishnanem oraz Thomasem Steitzem)                     | „Za badania nad strukturą i funkcją rybosomu” |
| 38. | 2009 | Ekonomia                |                  | Elinor Ostrom (wyróżniona wraz z Oliverem Williamsonem)                                                | „Za wykazanie jak wspólna własność może być zarządzana przez zrzeszenia użytkowników”                                                                          |
| 39. | 2009 | Fizjologia lub medycyna |                  | Elizabeth Blackburn (wyróżniona wraz z Jackiem Szostakiem)                                             | „Za odkrycie, jak zakończenia chromosomów są chronione przez struktury o nazwie telomery oraz za odkrycie enzymu telomerazy”                                   |
| 40. | 2009 | Fizjologia lub medycyna |                  | Carol Greider (wyróżniona wraz z Jackiem Szostakiem)                                                   | „Za odkrycie, jak zakończenia chromosomów są chronione przez struktury o nazwie telomery oraz za odkrycie enzymu telomerazy”                                   |
| 41. | 2009 | Literatura              |                  | Herta Müller                                                                                           | Wyróżniona jako ta, „która łącząc intensywność poezji i szczerość prozy przedstawia świat wykorzenionych”                                                      |
| 42. | 2011 | Nagroda Pokojowa        |                  | Leymah Gbowee                                                                                          | „Za ich pokojową walkę o bezpieczeństwo kobiet i o prawo kobiet do pełnego uczestnictwa w budowaniu pokoju”                                                    |
| 43. | 2011 | Nagroda Pokojowa        |                  | Ellen Johnson Sirleaf                                                                                  | „Za ich pokojową walkę o bezpieczeństwo kobiet i o prawo kobiet do pełnego uczestnictwa w budowaniu pokoju”                                                    |
| 44. | 2011 | Nagroda Pokojowa        |                  | Tawakkul Karman                                                                                        | „Za ich pokojową walkę o bezpieczeństwo kobiet i o prawo kobiet do pełnego uczestnictwa w budowaniu pokoju”                                                    |
| 45. | 2013 | Literatura              |                  | Alice Munro                                                                                            | jako „mistrzyni współczesnego opowiadania” |
| 46. | 2014 | Nagroda Pokojowa        |                  | Malala Yousafzai (wyróżniona wraz z Kailashem Satyarthim)                                              | „za walkę z ciemiężeniem dzieci i młodych ludzi oraz o prawo wszystkich dzieci do edukacji”                                                                    |
| 47. | 2014 | Fizjologia lub medycyna |                  | May-Britt Moser (wyróżniona wraz z Edvardem Moserem oraz Johnem O’Keefeem)                             | „za odkrycie komórek, które tworzą system pozycjonowania w mózgu”                                                                                              |
| 48. | 2015 | Fizjologia lub medycyna |                  | Youyou Tu (wyróżniona wraz z Williamem Campbellem oraz Satoshim Ōmurą)                                 | „za odkrycia dotyczące nowych metod leczenia malarii” |
| 49. | 2015 | Literatura              |                  | Swiatłana Aleksijewicz                                                                                 | „za polifoniczny pomnik dla cierpienia i odwagi w naszych czasach”                                                                                             |
| 50. | 2018 | Chemia                  |                  | Frances Arnold                                                                                         | za metody oparte na sterowanej ewolucji do wytwarzania enzymów                                                                                                 |
| 51. | 2018 | Fizyka                  |                  | Donna Strickland (wyróżniona wraz z Gérardem Mourou (dzieli z nim połowę nagrody) i Arthurem Ashkinem) | „za metodę generowania ultrakrótkich impulsów optycznych wysokiej mocy”                                                                                        |
| 52. | 2018 | Nagroda Pokojowa        |                  | Nadia Murad (wyróżniona wraz z Denisem Mukwege)                                                        | „za wysiłki mające na celu zaprzestanie używania przemocy seksualnej jako narzędzia wojny i konfliktów zbrojnych”                                              |
| 53. | 2018 | Literatura              |                  | Olga Tokarczuk                                                                                         | „za wyobraźnię narracyjną, która z encyklopedyczną pasją reprezentuje przekraczanie granic jako formę życia”                                                   |
| 54. | 2019 | Ekonomia                |                  | Esther Duflo (wyróżniona wraz z Abhijitem Banerjee i Michaelem Kremerem)                               | „za ich eksperymentalne podejście do łagodzenia światowego ubóstwa”                                                                                            |
| 55. | 2020 | Fizyka                  |                  | Andrea Ghez (wyróżniona wraz z Reinhardem Genzelem)                                                    | „za odkrycie supermasywnego obiektu kompaktowego w centrum naszej galaktyki”                                                                                   |
| 56. | 2020 | Chemia                  |                  | Emmanuelle Charpentier                                                                                 | „za rozwój metody edycji genomu” |
| 57. | 2020 | Chemia                  |                  | Jennifer Doudna                                                                                        | „za rozwój metody edycji genomu” |
| 58. | 2020 | Literatura              |                  | Louise Glück                                                                                           | „za jej niepowtarzalny, poetycki głos, który surowym pięknem czyni indywidualne istnienie powszechnym”                                                         |
| 59. | 2021 | Nagroda Pokojowa        |                  | Maria Ressa (wyróżniona wraz z Dmitrijem Muratowem)                                                    | „za ich wysiłki na rzecz ochrony wolności słowa, która jest warunkiem wstępnym demokracji i trwałego pokoju.”                                                  |
| 60. | 2022 | Chemia                  |                  | Carolyn Bertozzi (wyróżniona wraz z Mortenem Meldalem i Barrym Sharplessem)                            | „za rozwój chemii „click” i bioortogonalnej” |
| 61. | 2022 | Literatura              |                  | Annie Ernaux                                                                                           | „za odwagę i kliniczną przenikliwość, z jaką odkrywa korzenie, alienacje i zbiorowe ograniczenia osobistej pamięci”                                            |
| 62. | 2023 | Medycyna lub fizjologia | Katalin Kariko   | Katalin Karikó (wróżniona wraz z Drew Weissmanem)                                                      | "Za ich odkrycia dotyczące modyfikacji zasad nukleozydów, umożliwiających rozwój skutecznych szczepionek mRNA przeciwko COVID-19".                             |
| 63. | 2023 | Fizyka                  | Anne L'Huiller   | Anne L’Huillier (wyróżniona wraz z Pierrem Agostinim i Ferencem Krauszem)                              | "Za metody eksperymentalne generujące impulsy światła o długości attosekundy do badania dynamiki elektronów w materii".                                        |
| 64. | 2023 | Nagroda Pokojowa        | Narges Mohammadi | Narges Mohammadi                                                                                       | "Za jej walkę przeciwko uciskowi kobiet w Iranie oraz za jej starania na rzecz praw człowieka i wolności dla wszystkich".                                      |
| 65. | 2023 | Ekonomia                | Claudia Goldin   | Claudia Goldin                                                                                         | "Za rozwinięcie naszego zrozumienia wyników rynku pracy kobiet".                                                                                               |